# Gharghoda
Gharghoda là một thị xã và là một nagar panchayat của quận Raigarh thuộc bang Chhattisgarh, Ấn Độ.

## Địa lý
Gharghoda có vị trí 22°10′B 83°21′Đ / 22,17°B 83,35°Đ Nó có độ cao trung bình là 258 mét (846 feet).

## Nhân khẩu
Theo điều tra dân số năm 2001 của Ấn Độ, Gharghoda có dân số 8103 người. Phái nam chiếm 50% tổng số dân và phái nữ chiếm 50%. Gharghoda có tỷ lệ 65% biết đọc biết viết, cao hơn tỷ lệ trung bình toàn quốc là 59,5%: tỷ lệ cho phái nam là 76%, và tỷ lệ cho phái nữ là 54%. Tại Gharghoda, 14% dân số nhỏ hơn 6 tuổi.